# Žepna bojna ladja
Žepna bojna ladja je priljubjeno ime za razred nemških vojnih ladij med 2. svetovno vojno.
Dobro desetletje po porazu v 1. svetovni vojni je Weimarska Nemčija začela načrtovati povečanje oziroma posodobitev svoje vojne mornarice. Huda ovira so bili pogoji Versajskega (Versailles) miru, ki so Nemcem postavljali omejitve pri konstrukciji vojnih ladij. Največji dovoljeni deplasman (izpodriv) je bil 10.000 ton, največji dovoljeni kaliber topov pa 280 mm. Te kriterije sta sicer izpolnjevali dve preostali stari bojni ladji iz preddrednotskih časov (Schlesien, Schleswig-Holstein), toda sodobne bojne ladje so bile bistveno večje, najmanj 30.000 ton. Nemčiji ni preostalo drugega, kot da zgradi 3 zelo nenavadne ladje. Po velikosti so ustrezale težkim križarkam, oborožene so bile s topovi bistveno večjega kalibra. Nemška propaganda je ladje opisovala kot »hitrejše od močnejših (bojne ladje) in močnejše od hitrejših (križarke in druge, manjše ladje)«. To ni povsem držalo, ker so bile britanske in francoske bojne križarke hitrejše, obenem pa precej večje in boljše oborožene. Kmalu so se pojavile tudi hitrejše bojne ladje.
Ime »žepna bojna ladja« je odraz težav s kategorizacijo, ker ta tip ladje ni po nobeni sistemizaciji spadal nikamor; popolnoma nestandardna konstrukcija, ki jo ni ponovil nihče. Še ena posebnost teh ladij: v nasprotju z vsemi ostalimi večjimi vojnimi ladjami tega časa jih je poganjal dizelski motor.

## Žepne bojne ladje
- Deutschland (preimenovana v Lützov, v službi od 1933)
- Admiral Scheer (1934)
- Admiral Graf Spee (1936)

## Osnovni podatki razredaDeutschland
- Deplasman (standardni) 11 700 t
- Dolžina 187,9 m, širina 20,6 m
- Moč motorjev 54 000 KM, največja hitrost 26 vozlov
- Zaščita (oklep) 40 - 150 mm

Topovi
- 6 × 280 mm (2 × 3)
- 8 × 150 mm (8 × 1)
- 6 × 88 mm (3 × 2) ali 6 × 105 mm
- 8 × 37 mm (4 × 2)
- 10 × 20 mm (10 × 1)

Torpedne cevi
- 8 × 533 mm

2 letala (1 katapult)
Vse tri ladje so bile med 2. svetovno vojno potopljene.